# Shoni Schimmel
Shoni Schimmel (* 4. Mai 1992 in Mission, Oregon) ist eine US-amerikanische Basketballspielerin. Die 175 cm große Aufbauspielerin war zuletzt 2018 in der WNBA aktiv und ist seitdem vereinslos. Sie gehört zu den wenigen im Profisport erfolgreichen Angehörigen der indigenen Völker Amerikas.

## Karriere
Schimmel wurde im Reservat der Umatilla in Oregon geboren und wuchs dort auf. Ihre beiden letzten High-School-Jahre, für die ihre Familie nach Portland gezogen war, und ihre Bestrebungen, ein Sportstipendium zu erlangen, waren Gegenstand des Dokumentarfilms Off the Rez von Jonathan Hock. Von 2010 bis 2014 war Schimmel für die Mannschaft der University of Louisville aktiv, darunter drei Jahre lang mit ihrer jüngeren Schwester Jude Schimmel. 2013 besiegte Louisville im NCAA Tournament überraschend den Titelverteidiger, die Mannschaft der Baylor University um Brittney Griner, und erreichte schließlich das Finale, wo die Cardinals jedoch deutlich den Connecticut Huskies unterlegen waren. Anschließend gewann Schimmel mit der US-amerikanischen Auswahl bei der Universiade die Goldmedaille.
Beim WNBA Draft 2014 wurde sie an achter Stelle von den Atlanta Dream ausgewählt. Trotz begrenzter Einsatzzeit und solider, aber selten herausragender Leistungen wurde Schimmel von den Fans in die Mannschaft der Eastern Conference beim WNBA All-Star Game gewählt, was offenbar auf ihre Popularität unter Angehörigen der indigenen Völker Amerikas zurückzuführen war. Ihre Nominierung rechtfertigte sie jedoch, indem sie 29 Punkte erzielte, was einen Rekord für das WNBA All-Star Game darstellte und ihr, als erstem Rookie der Ligageschichte, die Auszeichnung als MVP der Partie einbrachte. Obwohl in der Eastern Conference nach der Regular Season an erster Stelle gesetzt, schieden die Dream 2014 in der ersten Play-off-Runde gegen die Chicago Sky aus. Auch in ihrem zweiten Jahr wurde Schimmel für das All-Star Game nominiert, verpasste diesmal aber mit Atlanta die Teilnahme an den Play-offs. 2016 wurde sie zum Ligakonkurrenten New York Liberty transferiert, wo sie jedoch nur selten zum Einsatz kam.

## Spielweise
Schimmels rasanter Spielstil ist ein Produkt des Rez Ball, wie der in den nordamerikanischen Indianerreservaten gespielte Basketball genannt wird. Ihr WNBA-Trainer Michael Cooper gab ihr den Beinamen Showtime in Anspielung auf die Spielweise der Los Angeles Lakers der 1980er Jahre, die er selbst mitgeprägt hatte. Schimmel kann auf den Positionen Point Guard sowie Shooting Guard eingesetzt werden.